# Ácido nalidíxico
O ácido nalidíxico é um fármaco antibacteriano, utilizado no tratamento de infecções do trato urinário por bactérias gram-negativas.